# 1987年大西洋飓风季
受厄尔尼诺现象影响，1987年大西洋飓风季的活跃度低于平均水平。本季于1987年6月1日正式开始，同年11月30日结束，传统上每年大西洋盆地的绝大多数热带气旋都是在这段时间形成，但5月24日就有热带低气压在巴哈马群岛中部以东约640公里海域成型，提前拉开飓风季序幕。虽然开局较早，但本季第一个达到热带风暴强度的气旋直到8月9日才形成，距飓风季正式开始已经过了一个多月，比通常情况下也要晚一个月。第十四号热带低气压是全季最后一场风暴，于11月4日同弱温带低气压区合并。气象机构在本季开始发布热带风暴观察预警和警告，取代以往的烈风观察预警和警告。此外，1987年飓风季还是有纪录以来为数不多的几个没有在美国导致人员丧生的大西洋飓风季之一，上一次出现这种情况则是1981年。
飓风季中共形成14个热带低气压，其中半数达到热带风暴强度。气象部门在当时的实际操作中把第一场热带风暴归类成热带低气压，之后经重新分析再升级成热带风暴。全季共有三个热带气旋达到飓风标准，其中一个成为大型飓风，即强度可以在萨菲尔-辛普森飓风等级下达到三级或以上。飓风艾米莉是本季最强风暴，也是造成破坏最严重的气旋，摧残多米尼加共和国和百慕大期间共造成价值8,030万美元（1987年美元）的损失。第十四号热带低气压则是全季最致命的风暴，经过牙买加期间共夺走六条人命。本季全部七场热带风暴中有三场自始至终没有对陆地产生影响。

## 季节预测和活跃度
每年飓风季开始前，科罗拉多州立大学威廉·M·格雷博士及其同僚组成的飓风专家团队都会发布飓风活动预测。据美国国家海洋和大气管理局统计，每个大西洋飓风季平均会形成六到14场获得命名的风暴，其中四到八场达到飓风强度，三场成为大型飓风。格雷的团队于1987年6月2日发布预测，认为这年会形成八场热带风暴，其中五场达到飓风标准。
飓风季的实际活跃度低于预期，5月25日至11月5日间共计成14个热带低气压，其中半数增强成热带风暴，但只有六场获命名，第二号热带低气压是在飓风季过后重新分析时才升级成热带风暴，所以没有名称。热带风暴阿琳、艾米莉和弗洛伊德都增强至飓风标准，但只有艾米莉成为大型飓风。
美国在本季一共受到四个热带气旋影响，其中三个先后吹袭佛罗里达州，另有未获命名的热带风暴袭击德克萨斯州并对美国墨西哥湾沿岸大部分地区构成影响
这年飓风季的活跃程度也通过累积气旋能量指数的低迷反映出来，只有34，属“低于正常水平”范围。大致来说，气旋能量指数通过飓风强度和持续时间计算，强度越高、持续时间越长的风暴，其指数也相应越高。只有在热带天气系统风速达到或超过每小时63公里（34节）或热带风暴强度时才会计算该指数，并纳入全面的气象公告，并且亚热带气旋的指数不会计入累积数值。

## 风暴

### 第一号热带低气压
5月25日，侦察机在巴哈马群岛中部以东约640公里洋面发现低气压区，气象机构宣布这片低气压区成为本季第一个热带低气压，此时离飓风季正式开始还有约一周时间。气旋以每小时约13公里的速度朝佛罗里达州方向移动，在近海一度停止前进，气象部门预计该州5月28日会普通出现雷雨天气。随着天气系统的强度提升，巴哈马政府向北方群岛发布风暴警告。最终热带低气压在飓风季正式开始的6月1日当天减弱并失去踪影。

### 第二号热带风暴
本季第二号热带低气压于8月9日在墨西哥湾西北部经东风波发展而成。气旋很快就增强成热带风暴，但由于缺乏观测报告，气象机构在当时的实际操作中认为系统组织混乱，所以没有为其命名，直到飓风季过后重新分析时才将之升级成热带风暴。气旋朝西北方向移动并逼近海岸，于8月10日从德克萨斯州加尔维斯敦和博蒙特之间登陆，然后在朝东北方向移动期间迅速减弱成热带低气压。风暴转向东南返回墨西哥湾，然后在逐渐减弱的同时加速朝东北移动，最终于8月17日在乔治亚州上空消散。气旋产生的最高降雨量超过530毫米，引起山洪爆发和多种破坏，损失数额约为740万美元（1987年美元）。

### 飓风阿琳
8月8日，南卡罗莱纳州近海一片基本保持静止的冷锋末端关联的低气压天气系统组织成亚热带低气压，并朝南面飘移。对流逐渐组织，气旋于8月10日在巴哈马上空成为第三号热带低气压。低气压的移动路线形成反气旋环路，转朝东北前进。根据飓风猎人侦察机的报告，气象机构估计气旋于8月11日达到热带风暴标准。受高压脊产生的气流影响，阿琳总体保持向东面移动，在此期间还两次转向南下，但整体仍是在朝东北前进。气旋发展起初受到百慕大附近的低压槽制约，无法显著强化，但在东面的高气压影响下北上后，风暴因外界环境更为有利而增强，于8月22日成为飓风。不过，美国国家飓风中心早在两天前就根据卫星图像上的眼状特征把风暴升级。成为飓风后，阿琳加速向东北方向进入北大西洋的寒冷水域上空，于8月23日在纽芬兰岛和爱尔兰中途附近洋面转变成温带气旋。温带残留转向东南，之后又朝东面移动，最终登陆伊比利亚半岛后于8月28日在西班牙上空逐渐消散。
随着阿琳逼近，百慕大居民接到警报，预计风速会达到每小时80公里，建议众人关紧窗户。最终岛上的持续风速约为每小时60公里，阵风时速达到80公里。一名盲人水手因受阿琳影响无法继续完成独自穿越大西洋的目标，船体在海上受损，不得不赶往百慕大港口躲避。风暴还在西班牙临海地区产生中等程度降水，罗塔的降雨量打破8月历史纪录。风暴从最初成型至达到飓风强度共计费时14.5天，创下大西洋飓风的新纪录。

### 第四号热带低气压
8月14日，本季第四号热带低气压在安地卡岛近海形成。气象部门起初预计气旋会增强成热带风暴，但8月15日侦察机的观测结果表明系统结构混乱，所以不再属热带气旋。第四号热带低气压的最高风力时速为55公里，最终于8月15日完全消散。

### 热带风暴布雷特
8月17日，非洲近海形成层次分明的热带扰动，卫星图像表明系统于次日成为热带低气压。当天晚上，哥伦布·坎特伯雷号（S.S. Columbus Canterrury）船只测得每小时60公里风速和1004毫巴（百帕）的最低气压，气旋因此升级成热带风暴布雷特。
风暴以每小时32到40公里的速度西进，于8月20日达到持续风速每小时80公里，最低气压1000毫巴（百帕）的最高强度。受北侧东大西洋上空的高压脊影响，气旋这天开始减弱并朝东飘移，8月21日，布雷特以每小时27公里的速度继续向东前进。此时气象部门依然预计风暴会进一步强化。8月21日至23日，气旋的移动速度减缓至每小时24至32公里。
布雷特接下来很快转向西北并遭遇风切变，于8月23日因上空的风切变影响而减弱成热带低气压。次日早上，气旋退化成不含下层环流的东风波，然后在接下来几天里被低压槽吸收。

### 第六号热带低气压
8月31日，非洲近海形成热带低气压，气象学家预计气旋会成为本季第三场热带风暴。协调世界时8月31日早上六点，热带低气压的外观基本不变，平均风速约为每小时55公里，在佛得角圣泰戈以西约1530公里海域激起四米高的大浪。
次日，第六号热带低气压向西移动到距佛得角群岛约1690公里海域，这里离加勒比群岛距离太远，美国国家飓风中心无法再派飓风猎人前去侦察，气旋此时对陆地及所在海域为数不多的几艘船只都不构成威胁。9月4日，热带低气压消退成东风波，始终没能达到热带风暴强度，也没有影响陆地。

### 热带风暴辛迪
9月1日，有东风波离开非洲西岸向西穿越大西洋。受在热带海域向东南移动的低压槽影响，东风波略朝北面转向。由于外界环境总体有利，东风波于9月5日组织成热带低气压，并于两天后达到热带风暴标准并获名“辛迪”（Cindy）。气旋继续北上，于9月8日达到风力时速80公里的最高强度后转向东北。接下来风暴因强烈的上层风切变而减弱，在热带风暴状态下保持约两天后于9月10日在亚速尔群岛西北近海转变成温带气旋，自始至终没有对陆地产生影响。

### 第八号热带低气压
9月5日，加勒比海形成热带低气压。气旋向西移动，于9月7日达到持续风速每小时56公里的最高强度。热带低气压未能得到进一步发展，于9月8日从卡贝萨斯港登陆，之后不久便逐渐消散。

### 第九号热带低气压
墨西哥湾北部的一个上层气旋在美国东南近海发展，佛罗里达州东侧的低气压区周围有对流逐渐组织，于9月7日成为本季第九号热带低气压。气旋起初杂乱无章，总体保持北上趋势且未有增强，很快就沿南卡罗莱纳州海岸登陆。低气压穿越北卡罗莱纳州和中大西洋地区，于9月10日进入新英格兰上空的锋面天气系统。气旋沿途普降中雨，并以弗吉尼亚州中部降雨量最高，达到260毫米。马里兰州、南卡罗莱纳州、北卡罗莱纳州和宾夕法尼亚州的气象站都测得超过125毫米雨量。。面对降雨威胁，部分地点发布山洪警报，弗吉尼亚州有超过50条道路被冲毁。湿滑的路面导致首都环线上三公里路段内有三辆牵引车发生事故，牵引车厢同汽车其他部位相撞。此外，有四人被水流暴涨的溪流所困，需要外界救援。

### 热带风暴丹尼斯
9月8日，非洲西岸近海形成热带低气压并向西移动，从佛得角群岛南侧经过，气象部门根据卫星图像推测气旋于9月10日达到热带风暴标准，并以“丹尼斯”（Dennis）为其命名。风暴逐渐增强，于9月11日达到风力时速80公里，最低气压1000毫巴（百帕，30英寸汞柱）的最高强度。接下来气旋强度降至热带风暴下限，9月14日，气象机构预计丹尼斯会马上减弱成热带低气压。但从飓风猎人侦察机的观测结果来看，气旋实际上在热带风暴强度范围还保持有四天之久，直到9月18日才降级成热带低气压。受副热带高压脊的薄弱点影响，风暴突然大幅朝西北转向，这种情况表明有新的低气压区发展形成。9月19日，丹尼斯转向东北，最终于9月20日同温带低气压区融合。

### 第十一号热带低气压
9月14日，安地卡岛东南方向约790公里海域发展出热带低气压。气旋以每小时8到16公里的速度西进，风力时速保持在55公里左右，所以对小安的列斯群岛“不构成威胁”。低气压未能进一步增强，最终于9月16日在安地卡岛以东洋面退化成东风波，自始至终都没有造成人员伤亡或经济损失。

### 飓风艾米莉
本季第十号热带低气压于9月20日成型，并且当天就在南美洲近海增强成热带风暴。艾米莉快速强化，不足48小时后就于9月22日晚达到飓风标准。
气旋接下来缓慢转向北上并且很快就登陆多米尼加共和国，夺走三条人命并导致价值3000万美元的破坏。风暴从伊斯帕尼奥拉岛上空经过，然后转向东北并登陆百慕大，引起价值5000万美元的破坏，但没有造成人员遇难。飓风登陆后降级成热带风暴，其最高风速为每小时205公里，已达三级飓风标准，是本季唯一的大型飓风。
艾米莉此后达到风力时速140公里的第二波强度高峰，最终于9月26日消散。成千上万的候鸟在风暴期间飞到百慕大躲避，其中包括约一万只食米鸟和数千只灰喉地莺。经过百慕大后，风暴成为20世纪移动速度第二快的飓风，前进速度高达每小时105公里，相当于每秒31米，仅次于1938年新英格兰飓风。此外，艾米莉还是1981年的飓风卡特里娜过后加勒比海的首场飓风。

### 飓风弗洛伊德
10月9日，尼加拉瓜近海一片广阔的低气压区组织成热带低气压。气旋向东南飘移，之后转向西北偏北，于10月10日成为热带风暴并获名“弗洛伊德”（Floyd）。风暴随后经过古巴西部，然后加速朝东北前进，于10月12日晚升级成飓风。弗洛伊德经过佛罗里达礁岛群，外界大气环境因基本保持静止的锋区影响变得干燥而寒冷。风暴对流变得非常混乱，于10月13日在迈阿密东南方向降级成热带风暴，经过巴哈马后，弗洛伊德转变成温带气旋，最终于10月14日被锋面天气系统吸收。
由于飓风组织结构杂乱无章，佛罗里达州遭受的破坏程度很轻。全州的最高降雨量达到256毫米，该州南部的农作物受到中等程度破坏。此外，气旋还催生出龙卷风，对佛罗里达礁岛群部分地点构成破坏。风暴造成的经济损失总额约为50万美元，没有导致人员伤亡。

### 第十四号热带低气压
10月下旬，加勒比海中部有大范围低气压区存在。系统稳步组织，于10月31日成为第十四号热带低气压。气旋朝西北移动，行经海域因高气压系统末端的上层低气压区影响而存在大量风切变。到了11月1日，热带低气压的强度已经很弱，其中残留的对流也很少。气旋转向北上穿越古巴，然后经对流爆发重新组织，于11月2日经过佛罗里达礁岛群并产生强烈阵风。气旋继续向西北偏北前进，路线与佛罗里达州西海岸基本平行，但大部分对流都在11月3日消亡。低气压转向东北，于11月4日同佛罗里达州北部上空的弱温带低气压区合并。
北面远至乔治亚州和南卡罗莱纳州最南端都出现降水，但这些位置雨量不高，东南部其他地区降下中到大雨。气旋产生的降水在牙买加引发重大破坏，导致六人遇难。

## 季节影响
以下表格列出1987年大西洋飓风季形成的所有风暴，其中包括其存在周期、名称、影响区域、损失数额和死亡人数。死亡人数栏内括号中的数字表示间接导致的死亡人数，例如因风暴导致的交通事故丧生就属于间接死亡。所有损失和死亡人数包括风暴处于温带气旋、低气压或是东风波时期，损失数额单位为1987年美元。
| 風暴名稱     | 持續日期          | 最高強度   | 持續風速      | 氣壓                            | 影響地區                               | 損失 （美元） | 死亡人數 | 來源  |
| ------------ | ----------------- | ---------- | ------------- | ------------------------------- | -------------------------------------- | ------------- | -------- | ----- |
| 一           | 5月24日至6月1日   | 热带低气压 | 每小时55公里  | 1003毫巴（百帕，29.62英寸汞柱） | 巴哈马，佛罗里达州                     | 无            | 无       |       |
| 无名         | 8月9至17日        | 热带风暴   | 每小时75公里  | 1007毫巴（百帕，29.74英寸汞柱） | 美国墨西哥湾沿岸地区                   | 740萬         | 无       | [ 3 ] |
| 阿琳         | 8月10至23日       | 一级飓风   | 每小时120公里 | 987毫巴（百帕，29.15英寸汞柱）  | 巴哈马，百慕大                         | 8千           | 无       | [ 3 ] |
| 四           | 8月14至15日       | 热带低气压 | 每小时55公里  | 1011毫巴（百帕，29.86英寸汞柱） | 无                                     | 无            | 无       |       |
| 布雷特       | 8月17至24日       | 热带风暴   | 每小时85公里  | 1000毫巴（百帕，29.53英寸汞柱） | 佛得角群岛                             | 无            | 无       | [ 3 ] |
| 六           | 8月31日至9月4日   | 热带低气压 | 每小时55公里  | 1006毫巴（百帕，29.71英寸汞柱） | 无                                     | 无            | 无       |       |
| 辛迪         | 9月5至10日        | 热带风暴   | 每小时85公里  | 1000毫巴（百帕，29.53英寸汞柱） | 无                                     | 无            | 无       | [ 3 ] |
| 八           | 9月5至8日         | 热带低气压 | 每小时55公里  | 1006毫巴（百帕，29.71英寸汞柱） | 尼加拉瓜                               | 无            | 无       |       |
| 九           | 9月6至10日        | 热带低气压 | 每小时55公里  | 1007毫巴（百帕，29.74英寸汞柱） | 美国东岸                               | 无            | 无       |       |
| 丹尼斯       | 9月8至20日        | 热带风暴   | 每小时85公里  | 1000毫巴（百帕，29.53英寸汞柱） | 无                                     | 无            | 无       | [ 3 ] |
| 十一         | 9月14至16日       | 热带低气压 | 每小时55公里  | 1008毫巴（百帕，29.77英寸汞柱） | 无                                     | 无            | 无       |       |
| 艾米莉       | 9月20至27日       | 三级飓风   | 每小时205公里 | 958毫巴（百帕，28.29英寸汞柱）  | 小安的列斯群岛，大安的列斯群岛，百慕大 | 8030萬        | 3        | [ 3 ] |
| 弗洛伊德     | 10月9至13日       | 一级飓风   | 每小时120公里 | 993毫巴（百帕，29.33英寸汞柱）  | 中美洲，古巴，佛罗里达州，巴哈马       | 50萬          | 1        | [ 3 ] |
| 十四         | 10月31日至11月4日 | 热带低气压 | 每小时55公里  | 1004毫巴（百帕，29.65英寸汞柱） | 牙买加，开曼群岛，古巴，佛罗里达州     | 180萬         | 6        | [ 3 ] |
| 季節總結     |                   |            |               |                                 |                                        |               |          |       |
| 13个天气系统 | 5月25日至11月4日  |            | 每小时205公里 | 958毫巴（百帕，28.29英寸汞柱）  |                                        | 9001萬        | 10       | [ 3 ] |

## 风暴名称
以下名单列出1987年用来给北大西洋热带气旋命名的名称。这份名单与1981年大西洋飓风季使用的名称完全相同，并且没有名称退役，所以之后又在1993年大西洋飓风季再度使用。列表中没有命名的名称以灰色显示。
| - Gert（未用） | - Harvey（未用） - Irene（未用） - Jose（未用） - Katrina（未用） - Lenny（未用） - Maria（未用） - Nate（未用） | - Ophelia（未用） - Philippe（未用） - Rita（未用） - Stan（未用） - Tammy（未用） - Vince（未用） - Wilma（未用） |